# Baie-Comeau
Baie-Comeau ist eine Stadt in der Provinz Québec in Kanada. Sie liegt am nordwestlichen Ufer des Sankt-Lorenz-Stroms, in der Nähe der Mündung des Rivière Manicouagan, etwa 420 km von der Stadt Québec entfernt. Die Fährenüberfahrt über die Bay des Sankt-Lorenz-Stroms dauert etwa zwei Stunden. Die Hauptstadt der Verwaltungsregion Côte-Nord hat in zwei Ortsteilen etwa 22.000 Einwohner (Stand 2016).

## Geschichte
Die Gegend um Baie-Comeau wurde Mitte des 16. Jahrhunderts vom französischen Seefahrer Jacques Cartier entdeckt. 
1882 wurde die römisch-katholische Apostolische Präfektur Sankt-Lorenz-Golf errichtet, die 1905 ein Apostolisches Vikariat und 1945 zum Bistum erhoben wurde. Erst 1986 erhielt das Bistum aber seinen endgültigen Namen Bistum Baie-Comeau. Bischofskirche ist die Kathedrale Saint-Jean-Eudes, die 1958–1960 erbaut wurde.
Die Stadt selbst wurde 1936 vom damaligen Besitzer der Chicago Tribune gegründet, als hier eine Papiermühle errichtet wurde.

## Bevölkerung
Die Bevölkerung der Stadt ist überwiegend französischsprachig.

## Wirtschaft und Tourismus
Haupterwerbsquellen sind das Aluminiumwerk von Alcoa seit 1956, Papierfabriken seit 1936 und ein Staudamm mit einem von Hydro-Québec betriebenen Wasserkraftwerk.
Durch die Stadt führt die Route 138 (Québec), die von der Grenze zum US-Bundesstaat New York entlang dem Nordufer des Sankt-Lorenz-Stroms bis zur Südküste der Labrador-Halbinsel führt. Außerdem ist die Stadt südlicher Endpunkt der Quebec Route 389.
|  |

Baie-Comeau ist von viel unberührter Natur im kanadischen Staatsbesitz umgeben, in dem Tiere wie Schwarzbär, Elch, Wolf, Weißkopfseeadler, Kanadagans, Luchse, Karibu, Wapiti, Wale und diverse Edelfische wild leben. Für Touristen sind Angeln, Outdoor-Aktivitäten, Wandern mit dem Schneeschuh und Skifahren möglich. Die Schneehöhe beträgt im Winter bis zu zwei Meter.

## Sport
2010 und 2013 fanden in Baie-Comeau die UCI-Paracycling-Straßenweltmeisterschaften statt.

## Persönlichkeiten
- Brian Mulroney (1939–2024), kanadischer Premierminister
- Bernard Fortin (* 1957), Schauspieler und Synchronsprecher
- Manon Briand (* 1964), Regisseurin und Drehbuchautorin
- Daniel Migneault (* 1978), Snowboarder
- Marie-Pier Murray-Méthot (* 1986), Volleyballspielerin
- Natasha Kanapé Fontaine (* 1991), Schriftstellerin, Malerin und Schauspielerin